# Differensrække
En differensrække kaldes en række tal (dvs. en talfølge), hvor der er samme forskel (differens) mellem ethvert led og det foregående.
Et par eksempler på differensrækker er:
```
3, 6, 9, 12, 15  (der har differencen 3), og 
```

```
2, 1, 0, -1, -2  (der har differencen -1).
```

Summen S af n på hinanden følgende led i en differensrække findes af formlen:
```
S = n/2 * (a
1
 + a
n
), 
```

hvor a1 står for værdien af det første led, an for værdien af sidste led og n står for antallet af led. I de to eksempler ovenfor er summen henholdsvis 45 og 0.